# Eisenbahn-Draisine

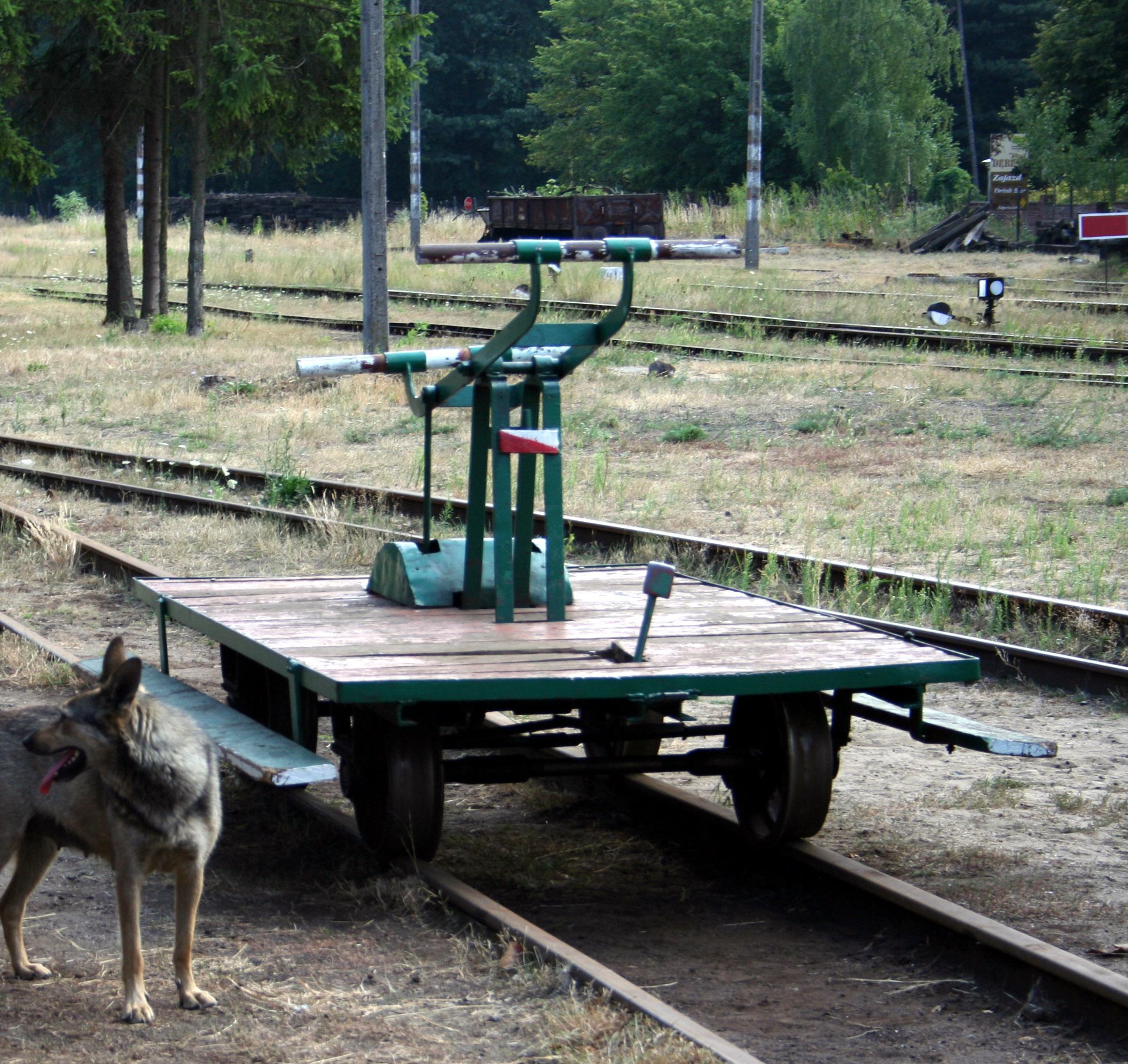
Handhebeldraisine

Als Draisine wird ein meist vierrädriges oder dreirädriges Bahndienstfahrzeug bezeichnet, das, mit Muskel- oder mit Motorantrieb ausgestattet, als Hilfsfahrzeug zur Inspektion von Eisenbahnstrecken sowie zum Transport von Arbeitern und Werkzeug verwendet wird.
Mitunter werden hand- oder pedalgetriebene Draisinen als Freizeitgeräte an Touristen vermietet, um stillgelegte Bahnstrecken zu befahren, die von Kommunen und/oder privaten Unternehmen dafür gepachtet wurden.

## Geschichte

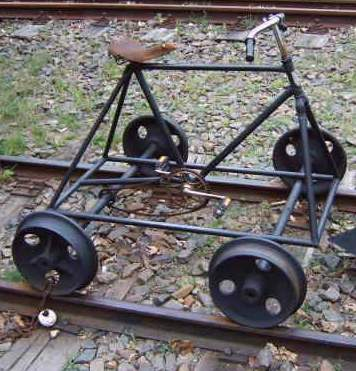
Schienenfahrrad

1825 hat Josef Božek für die Pferdeeisenbahn Budweis–Linz–Gmunden nach englischem Vorbild eine mechanische Fahrmaschine zur Streckenbesichtigung gebaut. 1838 meldete Franz Aloys Bernard in Wien ein zweirädriges Fahrzeug zum Patent an, das auf einer Schiene lief und wie die 20 Jahre zuvor von Karl Drais erfundene Laufmaschine wechselseitig mit den Füßen vom Boden abgestoßen wurde. Karl Drais selbst erbaute in Karlsruhe 1842 ein mit Muskelkraft angetriebenes Schienenfahrzeug. Der Antrieb erfolgte über eine Mechanik, die die Mitfahrenden mit ihren Füßen betätigten („Schienenfahrrad“). Auch Fahrradfirmen wie Seidel & Naumann stellten Draisinen her. Mit zunehmender Geschwindigkeit der planmäßig verkehrenden Züge wurden diese Fahrzeuge zum Störfaktor und potentiellen Unfallrisiko. Noch vor dem Ersten Weltkrieg schränkten die Preußischen Staatseisenbahnen deren Einsatz stark ein und verboten die Neubeschaffung.
Am bekanntesten ist die Handhebeldraisine, eine Bauform, die insbesondere bei amerikanischen Bahnverwaltungen weit verbreitet war. Auf einer Plattform stehend treibt man das Fahrzeug vorwärts, indem man einen an einer Säule montierten pumpschwengelähnlichen Hebel periodisch auf und ab bewegt. Die Kraft wird dann über eine Kurbelschwinge auf die Räder übertragen. Dieser Typ war und ist ein häufig eingesetztes Requisit in amerikanischen Filmen, vor allem in Slapsticks und Zeichentrickfilmen. In die Literatur wurde sie von Jules Verne eingeführt (Reise um die Erde in 80 Tagen), und bei Edward Gorey ist sie wichtigstes Requisit im Comic The Willowdale Handcar.

## Einsatzbereiche von Eisenbahn-Draisinen
Die ersten Einsatzbereiche von Eisenbahn-Draisinen waren die Streckenwartung der Eisenbahnen und der fahrplanunabhängige Individualverkehr. Später wurden Eisenbahn-Draisinen auch als preisgünstiges und wartungsarmes Transportmittel in verschiedenen Bereichen von Bergbau bis Tourismus eingesetzt.

### Eisenbahn-Draisinen im Bergbau
Da im Bergbau die Strecken mit Gleisen ausgestattet sind, wurden Draisinen unterschiedlichster Bauart im Bergbau genutzt. Teilweise wurden die Draisinen auch schlicht als Grubenfahrrad bezeichnet.

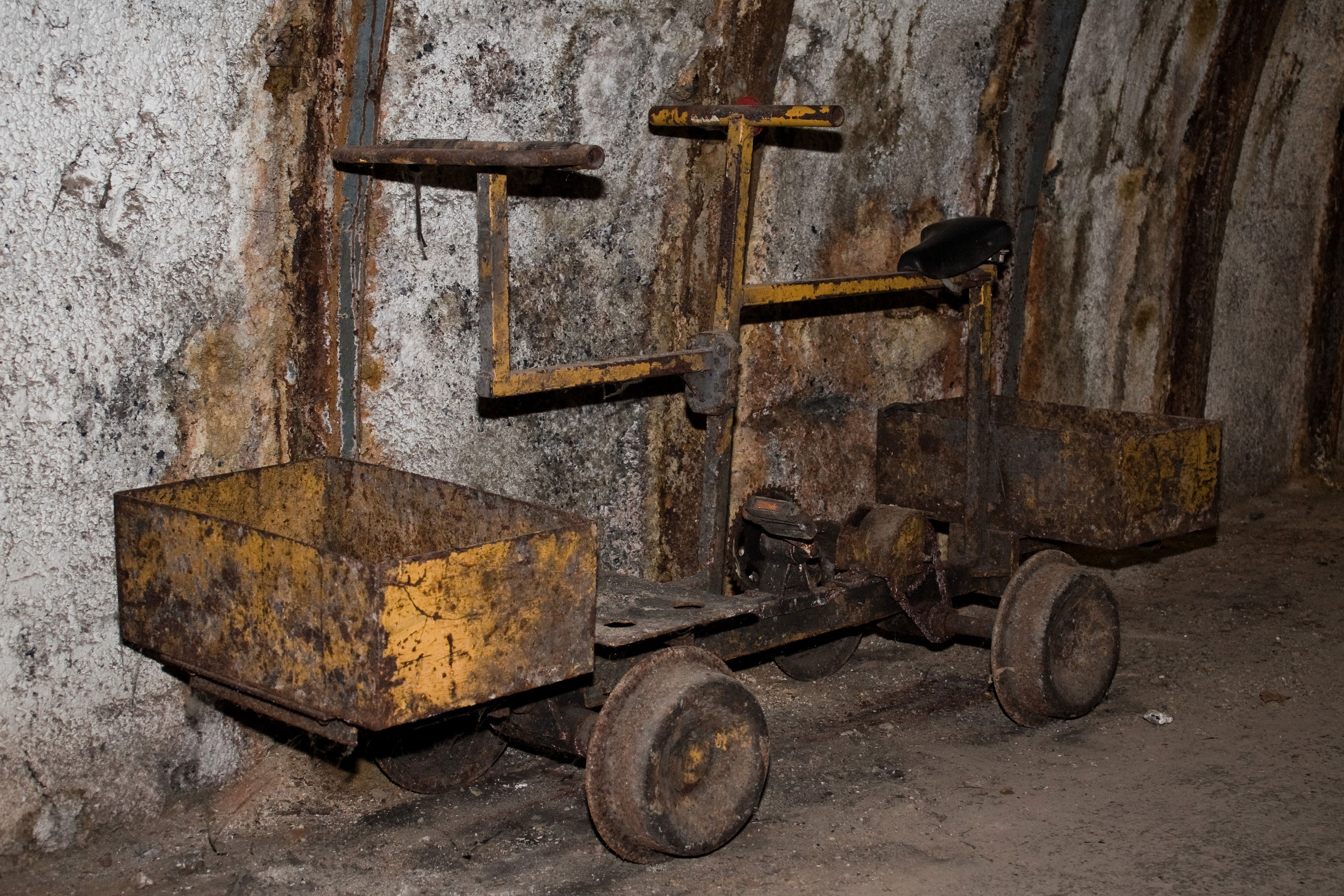
Draisine, Grubenfahrrad für eine Person.
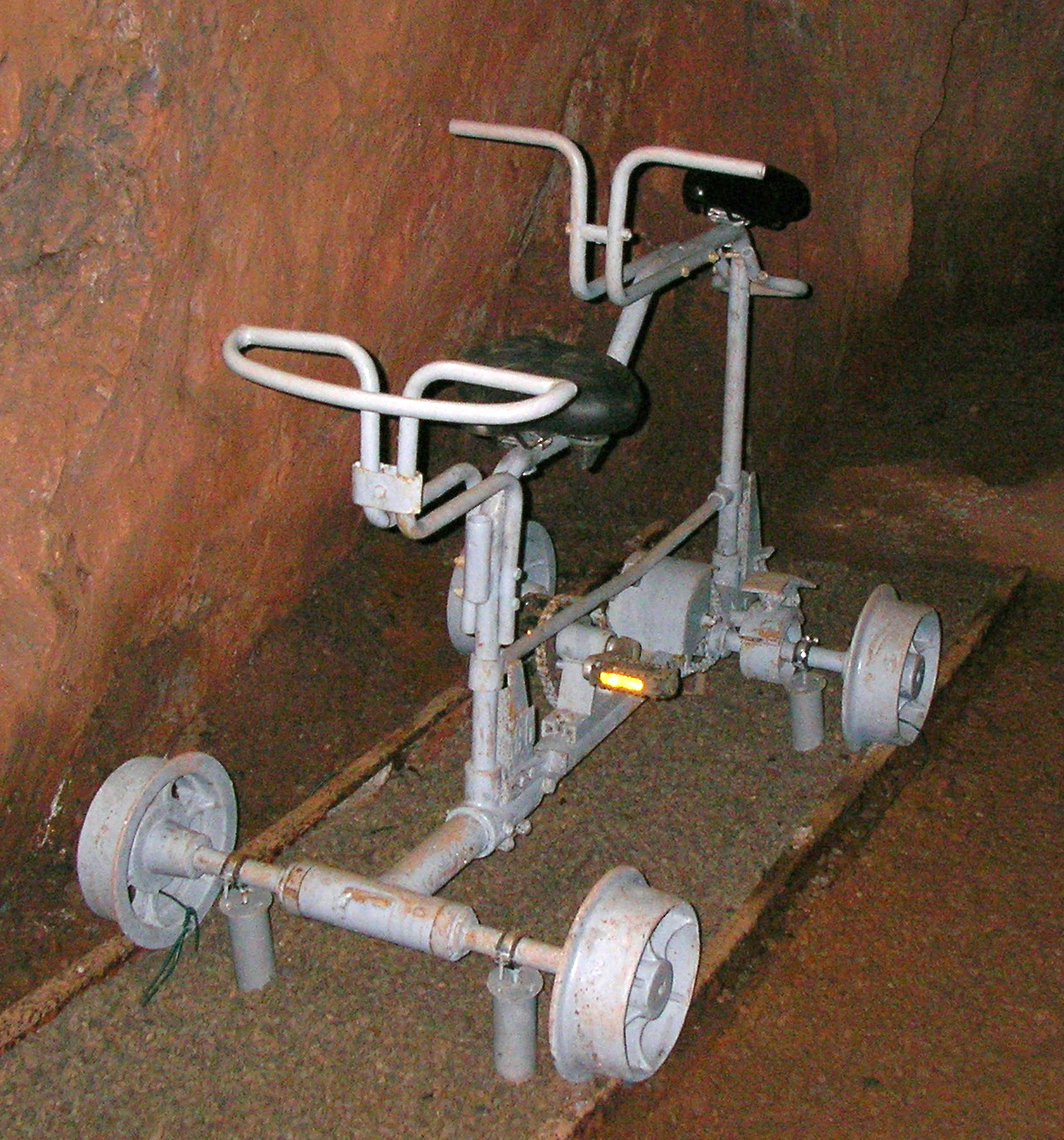
Draisine, Gruben-Tandem für zwei Personen.
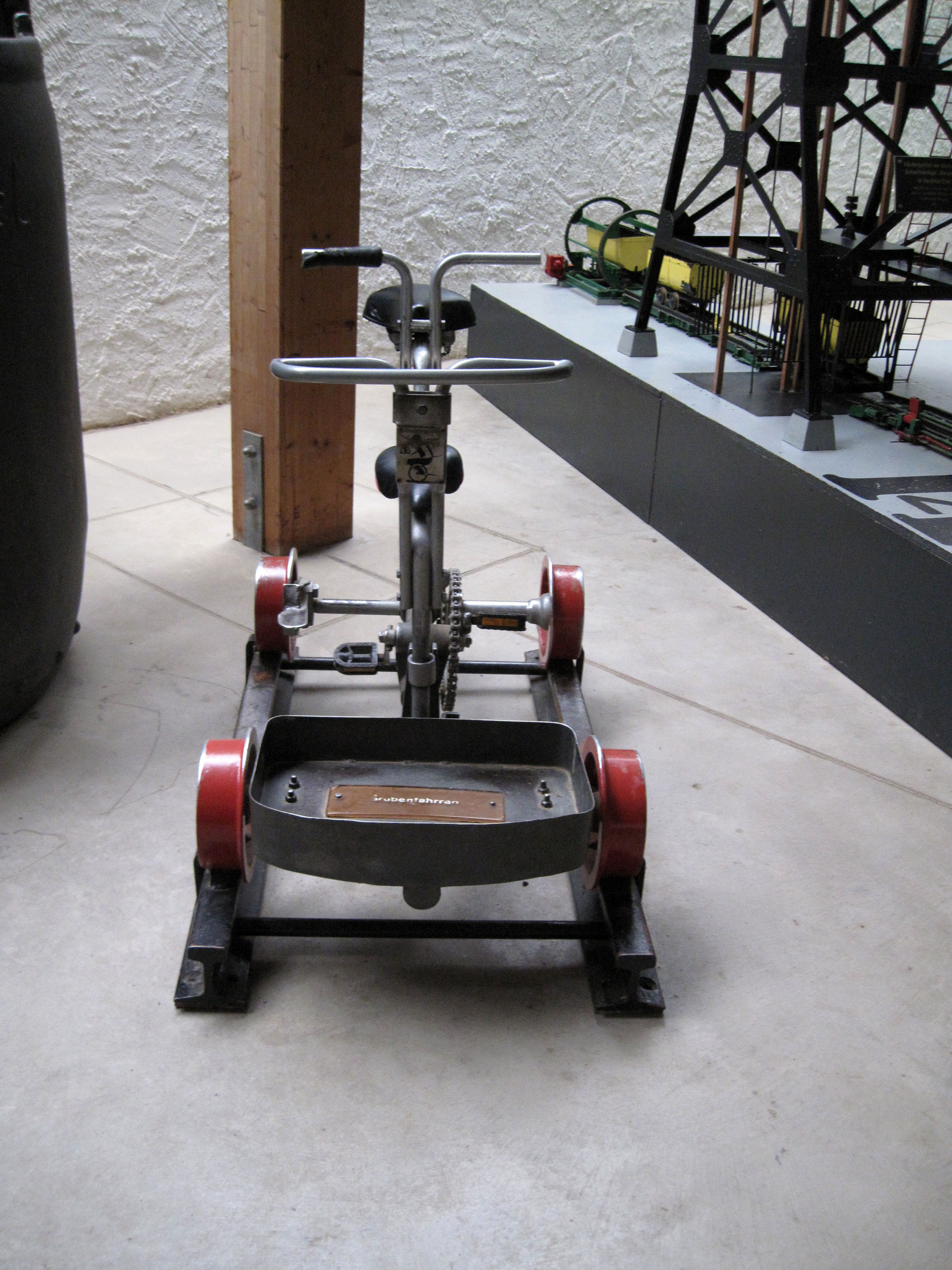
Bergbaudraisine im Museum.

### Eisenbahn-Draisinen im Militär
Im 19. Jahrhundert wurden Draisinen vom deutschen Militär auf diversen Strecken der deutschen Kolonialbahnen genutzt. In Südostasien wurden von Streitkräften der kriegführenden Staaten im Zweiten Weltkrieg während des Zweiten Weltkriegs vielfach Jeeps zu sogenannten Jeepomotiven umgebaut. Oft gab es ganze Serien, die speziell für bahndienstliche Zwecke gebaut wurden.

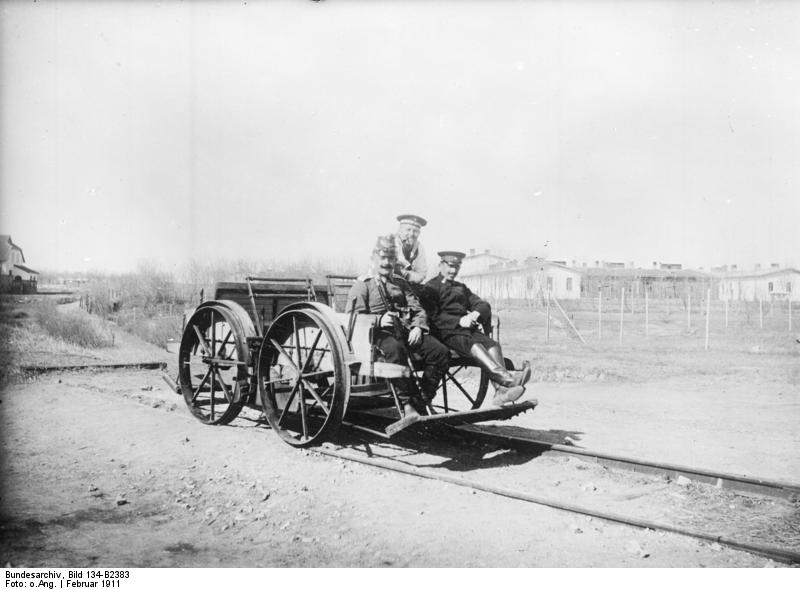
Draisine mit Militär auf einer Strecke der Schantung-Bahn (1911).
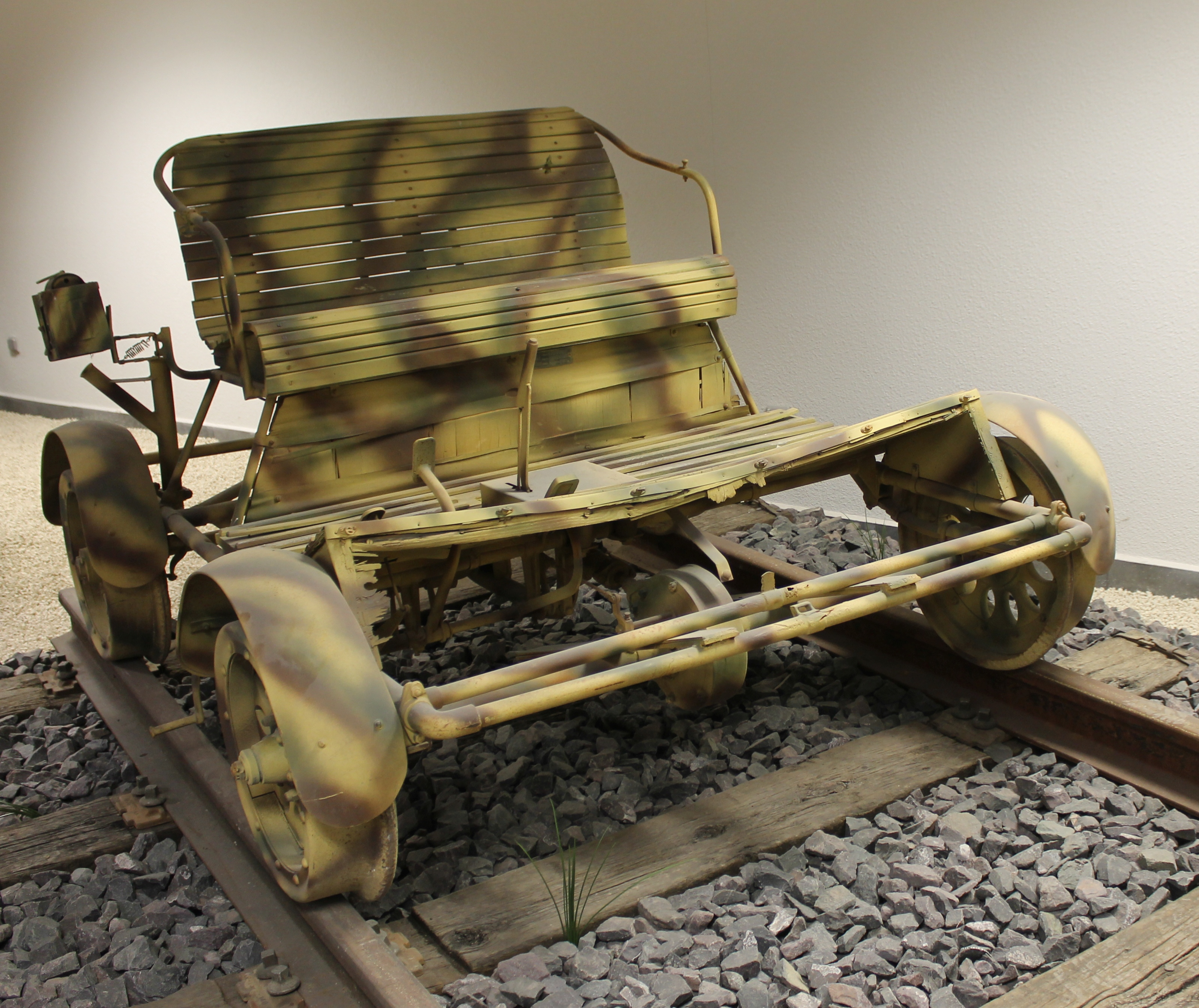
Militärdraisine mit Tarnmuster.
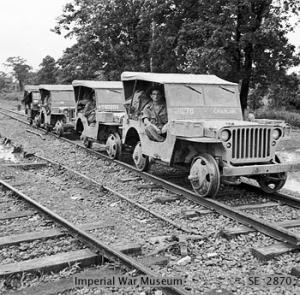
Britische Jeeps, als Jeepomotiven zwischen Myitkyina und Mogaung, Burma, 1944
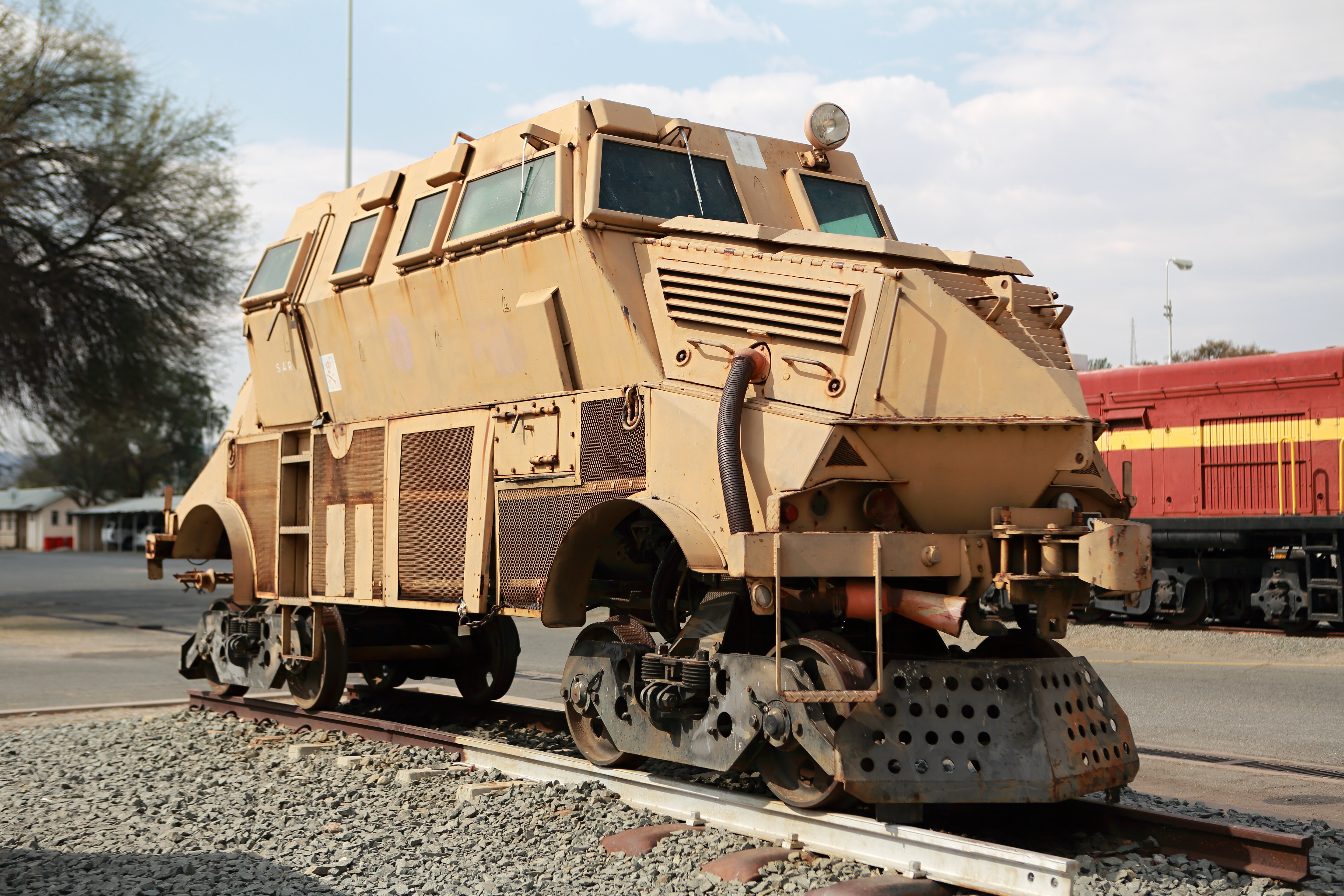
Gepanzerte Draisine in Windhoek (2014).

### Freizeittourismus mit Draisinen

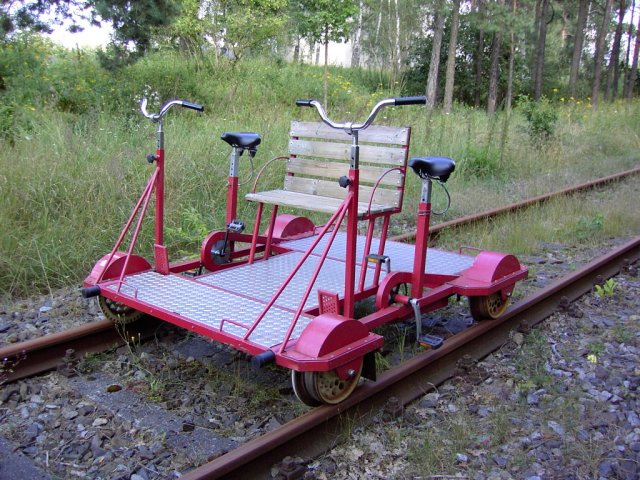
Fahrrad-Draisine bei Templin

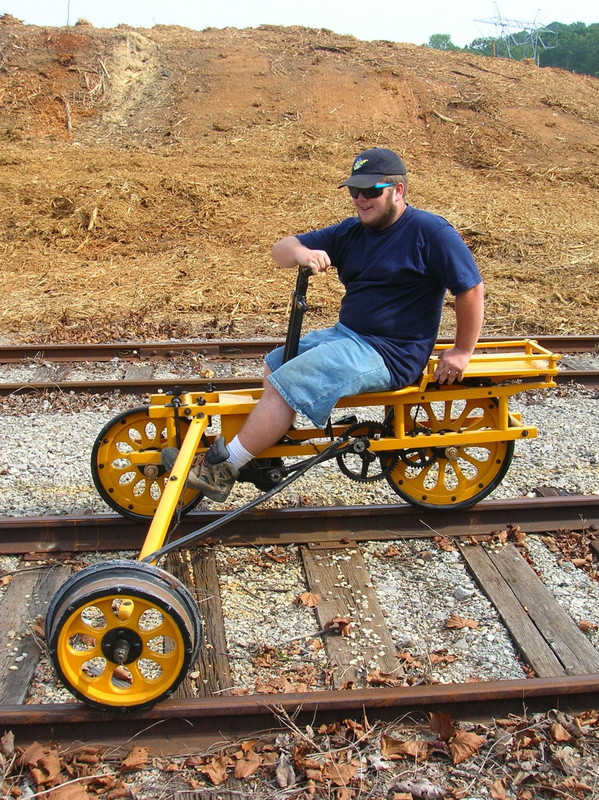
Dreirädrige Draisine, wie sie in Nordamerika üblich ist

In Europa werden in mehreren Ländern stillgelegte Eisenbahnstrecken für den Fremdenverkehr mit Fahrraddraisinen befahren. In Deutschland wurde 1996 in der Uckermark zwischen Templin und Fürstenberg/Havel die erste Draisinenstrecke eröffnet. Im Jahr 2009 gab es 30 Strecken mit rund 450 Schienenkilometern, die mit der Draisine befahren werden können. In der Regel werden Fahrten im Vermietbetrieb auf stillgelegten Bahnstrecken angeboten. Bei den Fahrzeugen werden Handhebeldraisinen (etwa am Kulturbahnhof Ratzeburg, im Aartal und am Erlebnisbahnhof Mellensee) sowie einfache Fahrraddraisinen (zum Beispiel im Glantal) eingesetzt. Seit 2012 werden zudem auf verschiedenen Strecken auch Fahrten mit Elektrounterstützung durchgeführt.
Aufgrund ihres geringen Gewichts können mit Muskelkraft betriebene Draisinen auch auf Strecken verkehren, die für normale Eisenbahnfahrzeuge nicht mehr zugelassen sind. Auch die Unterhaltung der Signalanlagen fällt weg, ebenso ggf. für den Normalbetrieb notwendige Modernisierungen. Allerdings muss eine gewisse Mindestwartung, insbesondere der Rückschnitt der Vegetation, auch bei Draisinenbetrieb durchgeführt werden, so dass durchaus Kosten für die Instandhaltung der Strecke entstehen.
Bei den verwendeten Fahrzeugen handelt es sich überwiegend um sehr einfache Konstruktionen. Eine technische Neuentwicklung einer Draisine wurde dagegen 2003 im Landkreis Reutlingen von einer Berufsfachschule präsentiert. Das Fahrzeug ist mit 6 Sitzplätzen ausgestattet und verfügt über eine Sieben-Gang-Nabenschaltung. Es wurde 2006 auf der Ostertalbahn eingesetzt, 2007 auf der Rosseltalbahn. Im Gegensatz zu bestehenden Strecken begleitet ein ausgebildeter Fahrzeugführer die Fahrgäste, da es sich um eine Eisenbahnstrecke handelt, die nach der EBO vorgehalten wird.
Auf der Glantalbahn (Rheinland-Pfalz) konnten nach Einführung des Draisinenbetriebes positive Effekte für den Tourismus in der Region festgestellt werden. In der Schweiz sind zwar einige Draisinen erhalten geblieben, jedoch wird es immer schwieriger, Gleise zu finden, die für einen Einsatz (insbesondere mit Fahrgästen) geeignet sind. Im luzernischen Surental, auf der knapp neun Kilometer langen Sursee-Triengen-Bahn, kann seit 2005 eine restaurierte Draisine (ehemals Schweizerische Bundesbahnen) von Zeit zu Zeit durch Gruppen mit bis zu elf Personen gemietet werden.
Von 2010 bis 2012 wurde der Abschnitt zwischen Bischhausen und Waldkappel der Bahnstrecke Leinefelde–Treysa mit Draisinen befahren. Dies war die einzige Strecke, auf der die Draisinen Vorrang vor dem Straßenverkehr hatten, da die Bahnübergänge technisch gesichert waren.
Seit 2011 steht auch an der Wuppertaler Nordbahn eine Fahrraddraisine, die von den Auszubildenden des Unternehmens Schaeffler (FAG) aus Wuppertal entworfen und gebaut wurde. In der Saison kann hier gratis gestrampelt werden. Eine Besonderheit dieses Fahrzeugs ist das umschaltbare Getriebe, das eigens entwickelt wurde, um ohne große Anstrengungen sowohl vorwärts als auch rückwärts fahren zu können.

### Sport und Kultur
Seit einigen Jahren werden zum Beispiel Deutsche Draisinentage und Deutsche Meisterschaften im Draisinenfahren (in verschiedenen Disziplinen) durchgeführt. Auch gibt es eine Draisinen-Weltmeisterschaft.
Auf der Liliputbahn Prater in Wien veranstalten Pfadfinder seit März 2009 jährlich Das verrückteste Draisinenrennen der Welt. Bis zu 16 Zweier-Teams mit acht Jahren Mindestalter pilotieren faschingsumzugsmäßig selbstgebaute Handhebeldraisinen auf 381 mm Spurweite.
Seit 2016 findet im Rahmen der Quartierentwicklung des Basler Dreispitzareals ein jährliches Draisinenrennen statt. An diesem Konzeptkunst-Happening beteiligen sich Basler Kunst- und Kulturinstitutionen wie das Kunstmuseum Basel, das Museum Tinguely und die Hochschule für Gestaltung und Kunst.
Im deutschen Spielfilm Freistatt sind Draisinen zu sehen, mit denen als schwer erziehbar eingestufte Jugendliche, die in den späten 1960er Jahren in eine kirchliche Erziehungsanstalt eingewiesen sind, ins norddeutsche Moor fahren, um dort unter sklavereiähnlichen Bedingungen Torf zu stechen.

## Technik von Eisenbahn-Draisinen
Die Technik von Eisenbahn-Draisine ist ein Teil der Rad-Schiene-Systeme und mit der Technik der jeweiligen Gleis- und Schienenanlagen und mit deren Schienenfahrzeugen; allgemein dem sogenannten „Rollmaterial“ (englisch rolling Stock) verwandt.

### Draisinen mit Muskelkraftantrieb

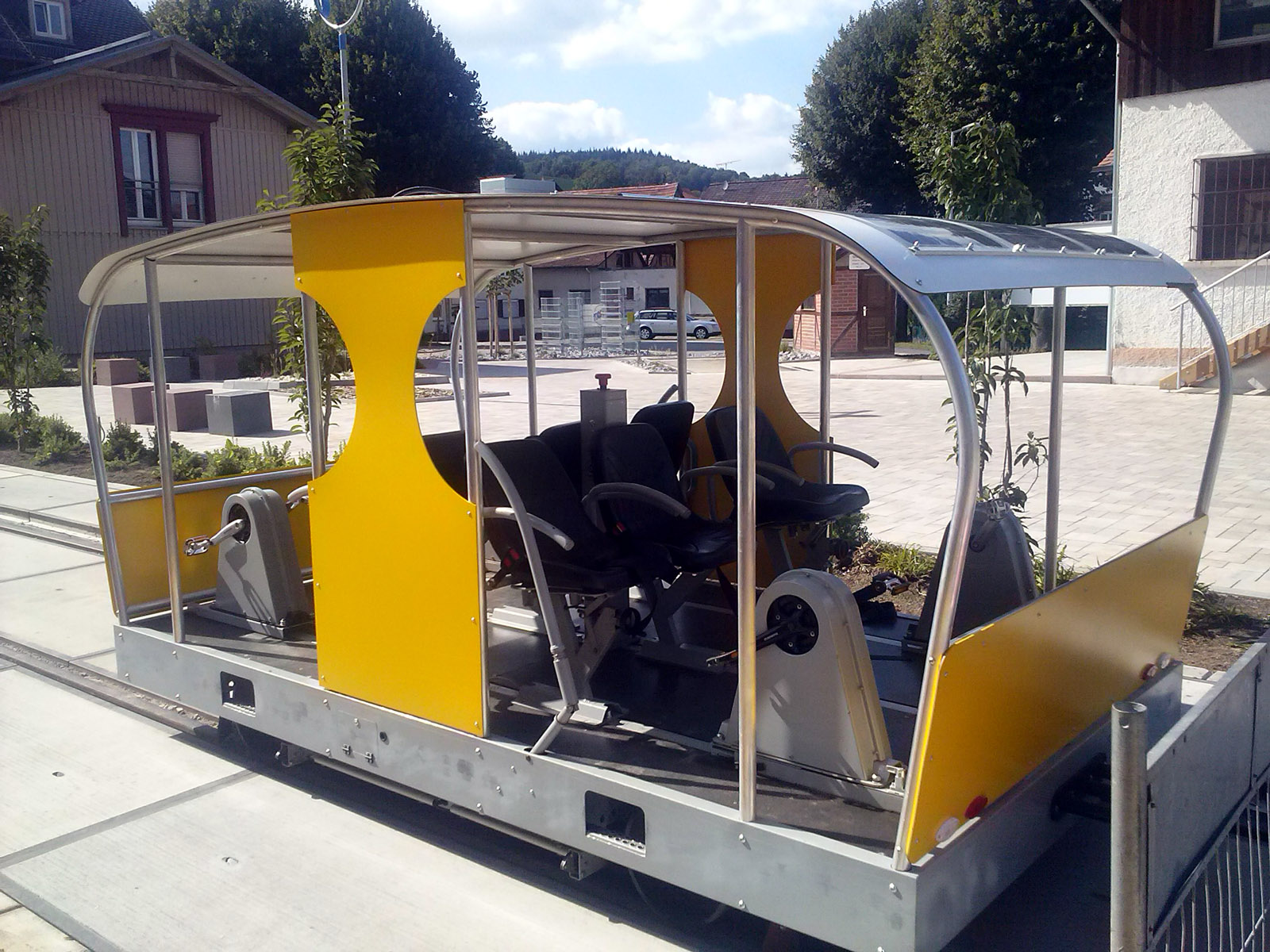
Hybridfahrzeug: Draisinenantrieb Muskelkraft kombiniert mit Solarenergie

Die mit Muskelkraft betriebenen Draisinen teilen sich auf die sogenannten Hebeldraisinen und die Draisinen mit Kurbel- und Kettenantrieben auf. Den Hebeldraisinen (englisch Handcar) folgen die mit Fahrradtechnik ausgestatteten Vélorail-Draisinen; teils auch Velocipede genannt. Im 21. Jahrhundert wurden Hybridsysteme bekannt, die Muskelkraft mit Solarenergie verbinden.

### Motordraisinen

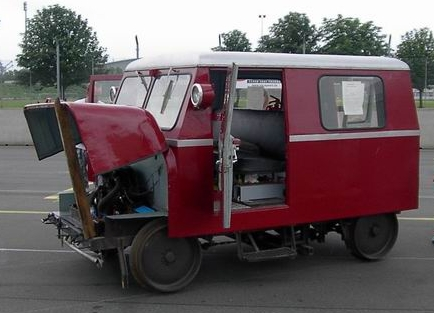
Motordraisine Klv 12 der DB bei der Fränkischen Museums-Eisenbahn

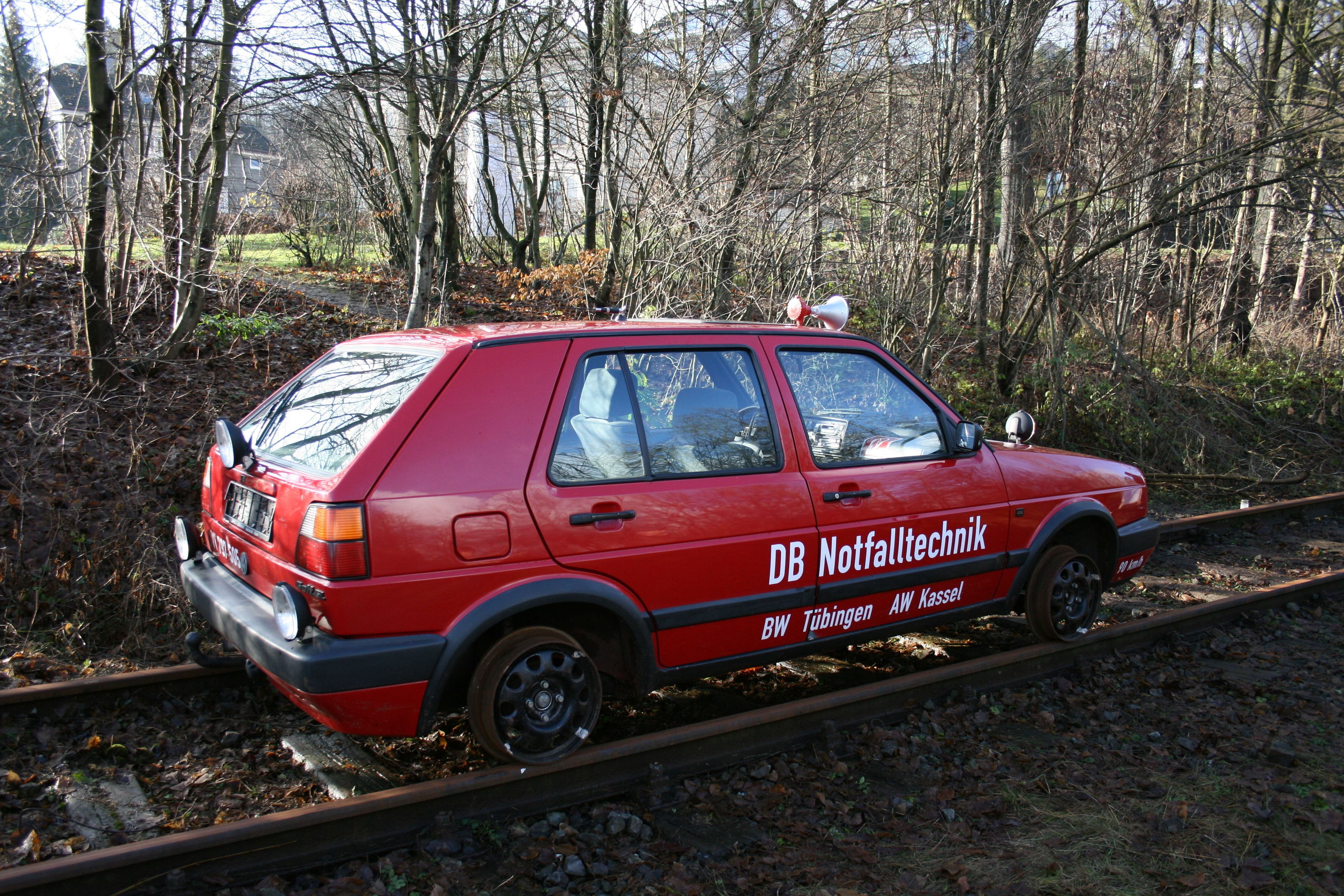
Motordraisine auf Basis des VW Golf

Anfangs wurden die Draisinen im kleinen Unterhalt der Strecken eingesetzt, z. B. durch Streckenwärter. Mit der Einführung des elektrischen Betriebes waren Motordraisinen beliebt, um Reparaturen an der Fahrleitung vorzunehmen. Hierzu waren sie die ideale Traktion, um die sogenannten Rollleitern wie aber auch leichtes Material an Ort und Stelle zu bringen. Später wurden die Draisinen vorwiegend für einfache, leichte Dienste eingesetzt. Unter anderem wurden sie zum Verteilen der Lohntüten an die Streckenposten verwendet. In neuerer Zeit fanden hauptsächlich Motordraisinen Verwendung. Hierbei wurden oft Straßenfahrzeuge zu Schienenfahrzeugen umgebaut. Diese Lösung war bei einfachen Betriebsverhältnissen im Ausland öfter zu beobachten.

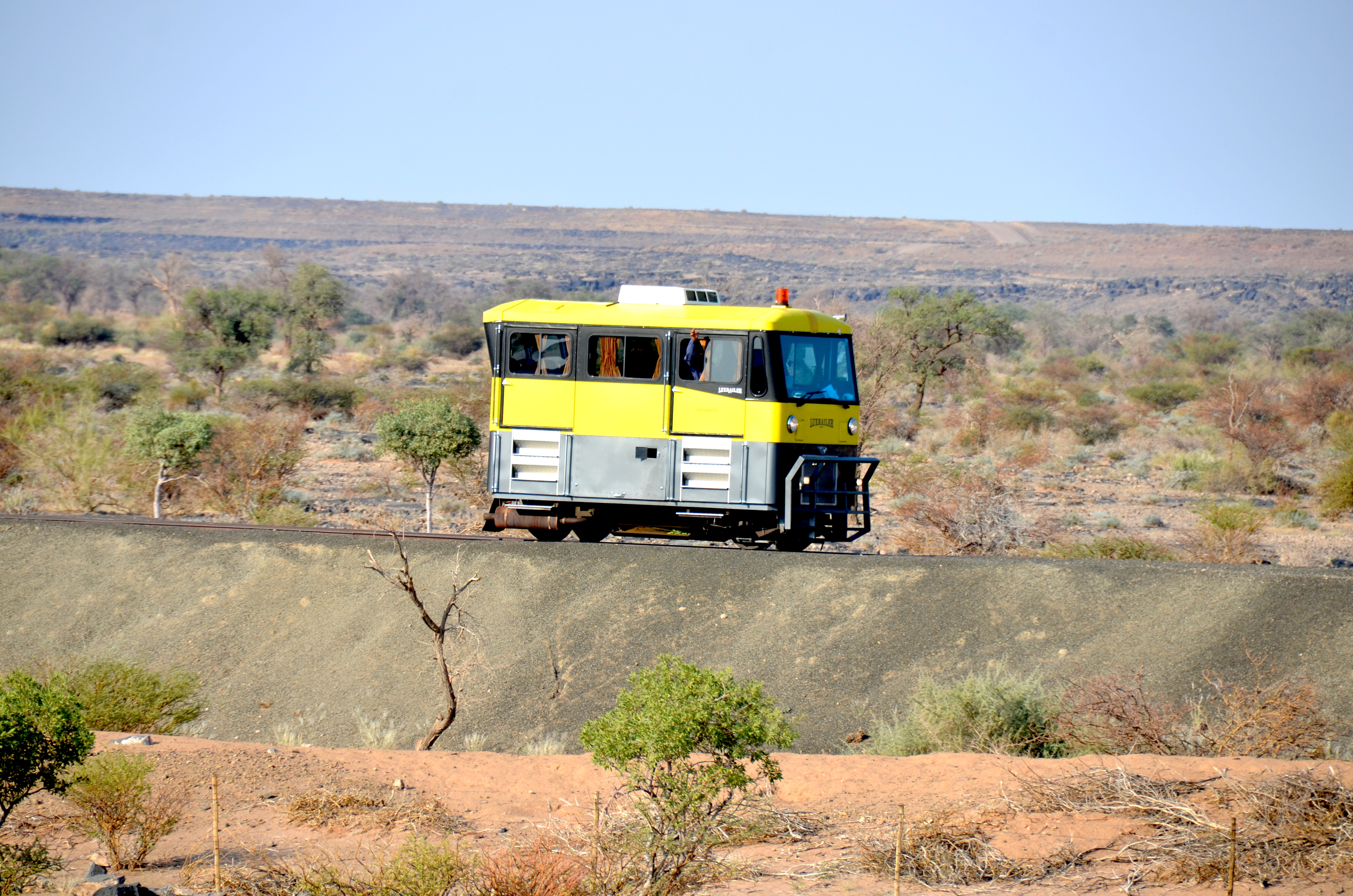
Draisine zur Streckeninspektion und Arbeiterbeförderung in Namibia 2017

Motordraisinen gibt es in verschiedenen Arten und Ausführungen. Sie sind jedoch zumindest in Europa nicht Triebwagen im Sinne einer öffentlichen Personenbeförderung auf einer Eisenbahnstrecke, da Draisinen in Bezug auf Bauart und Betrieb Hilfsfahrzeuge und keine vollwertigen Eisenbahnfahrzeuge sind (in Deutschland nach der Eisenbahn-Bau- und Betriebsordnung EBO).